# Penrhos (Gwynedd)
Penrhos – osada w północno-zachodniej Walii (Wielka Brytania), w hrabstwie Gwynedd, na półwyspie Llŷn.
W 1937 w Penrhos utworzono bazę lotniczą Royal Air Force, która funkcjonowała do października 1946. W bazie RAF znajdowała się Szkoła Obserwatorów Lotniczych (9 Air Observer School Penrhos), która szkoliła obserwatorów lotniczych samolotów bombowych i obserwatorów artylerii.
W grudniu 1940 na terenie lotniska stacjonował także czechosłowacki 312 Dywizjon myśliwski, który zapewniał ochronę bazy przed atakami niemieckiego lotnictwa, dla bazy Penrhos wyznaczono także zapasowe (awaryjne) lądowisko Royal Air Force Hell’s Mouth. W bazie odbywały się szkolenia obserwatorów lotniczych na samolotach: Armstrong Whitworth Whitley, Bristol Blenheim, Boulton Paul Defiant, Avro Anson. Jednostkę szkoleniową rozwiązano ostatecznie 21 października 1946.

## Polski obóz przesiedleńczy w Penrhos

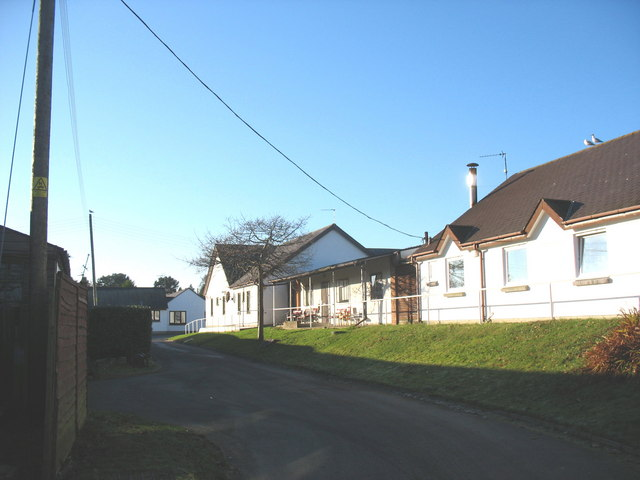
Budynek domu opieki w Polskim Osiedlu

Po zakończeniu wojny Polski Korpus Przysposobienia i Rozmieszczenia utworzył na terenie bazy lotniczej Penhros polski obóz przesiedleńczy dla Polaków, którzy po zakończeniu II wojny światowej nie mogli z powodów politycznych lub nie chcieli wracać do komunistycznej Polski i zdecydowali się pozostać na emigracji.

## Polskie  Osiedle w Penrhos
W 1947 powstał pomysł zorganizowania polskiego ośrodka mieszkaniowego dla osób starszych chorych, niezdolnych do samodzielnej egzystencji. Pomysł przedstawili: płk Zenon Starkiewicz oraz płk Zygmunt Morozewicz inspektorowi PKPiR gen. Stanisławowi Kopańskiemu. Pomysł utworzenia ośrodka poparły polskie organizacje na terenie Wielkiej Brytanii, w tym: Stowarzyszenie Polskich Kombatantów i Zjednoczenie Polskie w Wielkiej Brytanii, Polska YMCA, Towarzystwo Pomocy Polakom, Stowarzyszenie Lotników Polskich, Związek Inwalidów Wojennych PSZ, Fundusz Społeczny Żołnierza, Związek Lekarzy Polskich na Wychodźstwie i Związek Harcerstwa Polskiego. Organizacje te powołały 12 sierpnia 1948 organizację charytatywną pod nazwą „Polskie Towarzystwo Mieszkaniowe” (Polish Housing Society Ltd.), która przejęła budynki i teren po Polskim Obozie Przesiedleńczym w Penrhos, teren i budynki był dzierżawiony od brytyjskiego Ministerstwa Lotnictwa. Na terenie polskiego obozu przesiedleńczego wybudowano kościół pw. Matki Boskiej Częstochowskiej, obok kościoła mieszkańcy osiedla postawili krzyż z napisem w trzech językach – w polskim, walijskim i angielskim, jest to napis o treści: „W drodze do wolnej Polski” (ON THE WAY TO FREE POLAND ang.). Kierownikiem PTM został płk Tadeusz Skinder (funkcję tę pełnił do 1951 roku). W grudniu 1949 w osiedlu mieszkało 110 osób w pojedynczych pokojach oraz małżeństwa w dwupokojowych mieszkaniach. Polskie Osiedle w Penrhos zwane jest także Polskim Soplicowem w Walii, nazwę tę wymyślił Stefan Soboniewski, który w 1950 pełnił funkcję kierownika Polskiego Osiedla oraz był prezesem Polskiego Towarzystwa Mieszkaniowego.
Teren, na którym istniało osiedle, był dzierżawiony przez organizację PTM od brytyjskiego Ministerstwa Lotnictwa. W 1964 Polskie Towarzystwo Mieszkaniowe wykupiło teren, na którym istniało osiedle, za symboliczną kwotę 7500 £, na wykupionym terenie utworzono Polski Ośrodek Mieszkaniowy w Penrhos. Drewniane baraki pozostałe po bazie lotniczej zostały rozebrane, w ich miejscu wybudowano budynki mieszkalne, utworzono bibliotekę, świetlicę oraz sklep. Polskie Towarzystwo Mieszkaniowe uzyskało wsparcie brytyjskiej Rady Pomocy dla Bezrobotnych „National Assistance Board” wspierającej brytyjskie organizacje charytatywne. W kościele osiedla pełnił posługę kapłańską  kapelan płk Franciszek Karkowski, biblioteką opiekował się bibliotekarz mjr Marian Jankowski, kierownikiem kantyny był kpt. Wilhelm Obrzut. Polskie Osiedle Mieszkaniowe zamieniło się w osiedle spokojnej starości, zbudowano w nim także dom opieki dla polskich: weteranów wojennych, emigrantów oraz ich rodzin, byłych więźniów obozów obóz koncentracyjnych oraz więźniów niemieckich obozów jenieckich. Na terenie Penhros powstało także koło Stowarzyszenie Polskich Kombatantów (Koło nr 220 SPK Penrhos), które liczyło 260 członków, w tym czterech generałów (Walerian Czuma, Jerzy Wołkowicki, Stanisław Miller, Stefan Strzemiński). Mieszkańcami osiedla byli np: major Tadeusz Krzystek, generał brygady Jerzy Wołkowicki, podpułkownik Mieczysław Kaplicki, generał brygady Władysław Powierza, pułkownik dyplomowany Maciej Bardel, polski inżynier Leonard Danilewicz, major Adam Moszyński, Czesława Piłsudski, inż. Henryk Mączeński.
Na skraju miasta Pwllheli 3 km od Penrhos znajduje się polski cmentarz. Na cmentarzu w Pwllheli znajdują się groby z 750 nazwiskami Polaków, gdzie chowano zmarłych mieszkańców osiedla polskiego w Penrhos, pensjonariuszy domu opieki oraz niektórych pracowników ośrodka, z których większość to groby weteranów wojennych Polskich Siły Zbrojnych, którzy zostali zdemobilizowani po zakończeniu II wojny światowej.
W 2017 Polskie Osiedle obchodziło 70 rocznicę powstania : w kościele w Polskim Osiedlu odbyła się uroczysta msza, której przewodniczyli rezydent ksiądz Ryszard i biskup Peter Brignall,  wicekonsul Emilia Furmaniuk z Konsulatu Polskiego w Manchesterze dokonała odsłonięcia pomnika upamiętniającego 70. rocznicę powstania Polskiego Osiedla.
Na terenie ośrodka w 2020r. znajdowały 103 domy mieszkalne, dom opieki, biblioteka, szpital, hotel, garaż, biura i kościół. W tym samym roku dom opieki został zlikwidowany Polskie Towarzystwo Mieszkaniowe połączyło się ze Spółdzielnią Mieszkaniową ClwydAlyn. W 2021 spółdzielnia ClwydAlyn rozpoczęła konsultacje społeczne na temat przebudowy Polskiego Osiedla, plan obejmuje wyburzenie obecnych budynków oprócz kościoła i wybudowanie nowych 112 lokali mieszkalnych.

## Festiwal Wakestock
W Penrhos od 2000 odbywał się festiwal muzyki i wakeboardingu pod nazwą Wakestock. Festiwal odbywa się trzech miejscach: koncerty w Penrhos na polu namiotowym oraz Pwllheli na plaży, zawody w sportach wodnych
w zatoce Zatoka Cardigan oraz porcie jachtowym (Marina).

## Galeria

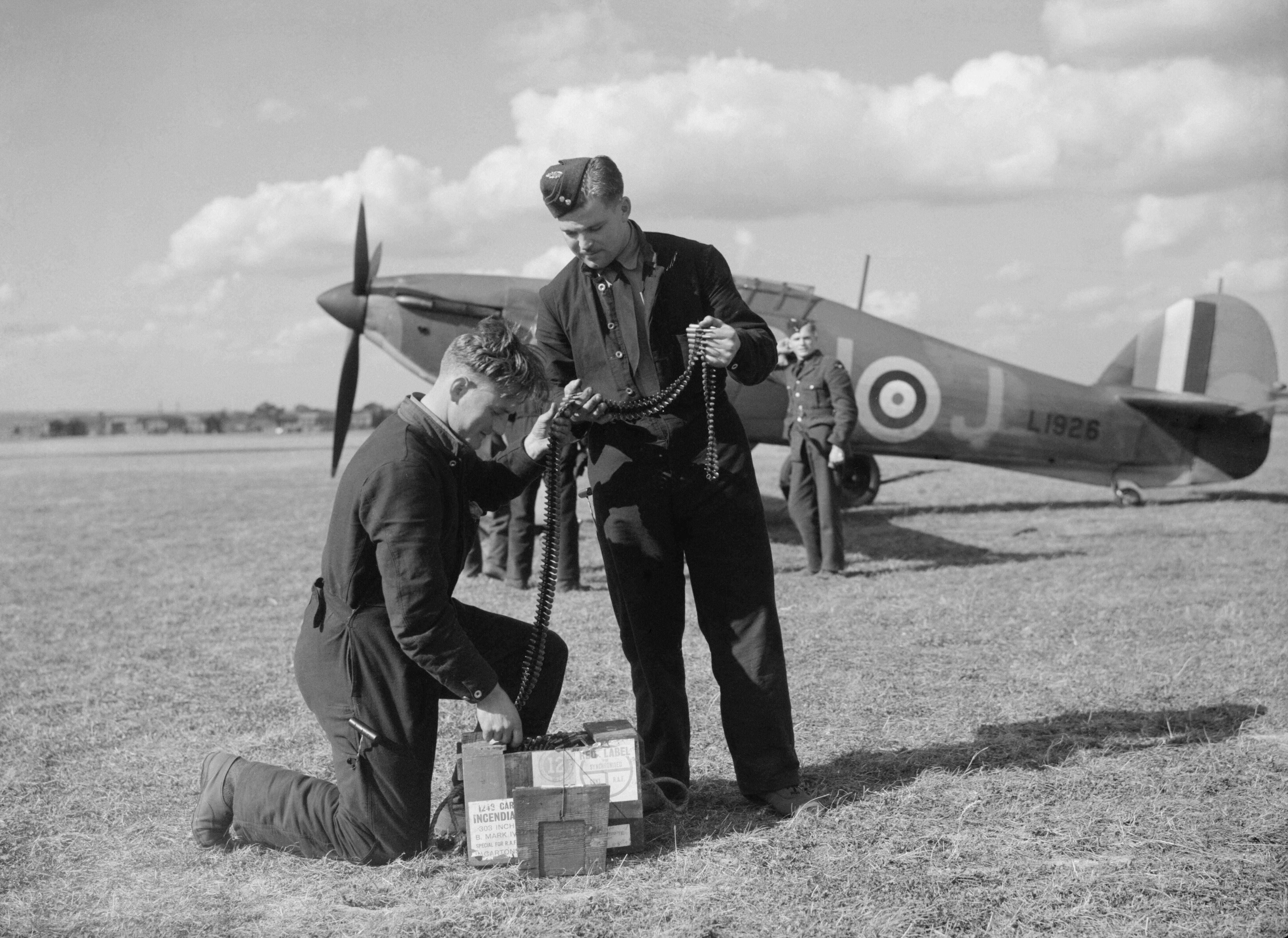
Samolot Hawker Hurricane czeskiego 312 Dywizjonu RAF
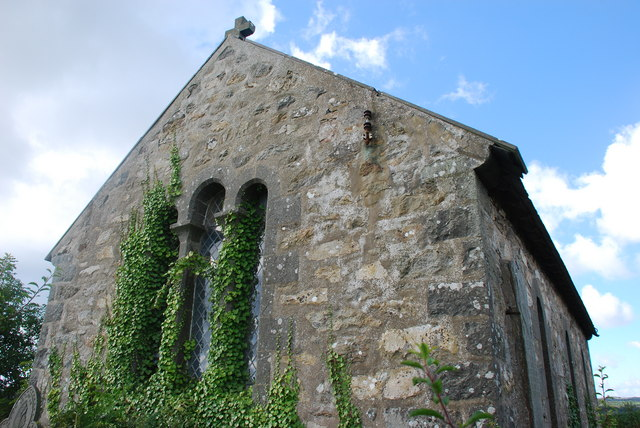
Kościół św. Cynfila w Penrhos
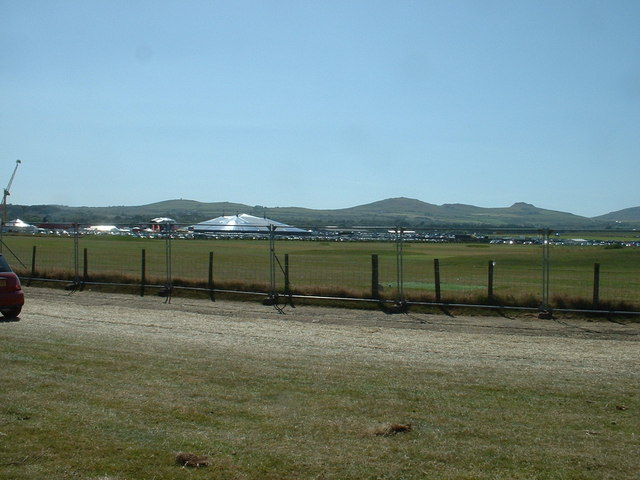
Dawne lotnisko RAF, festiwal Wakestock w 2006
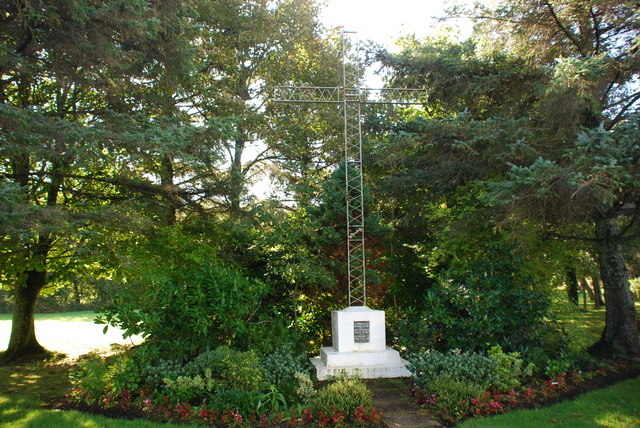
Krzyż w Polskim Osiedlu Penrhos
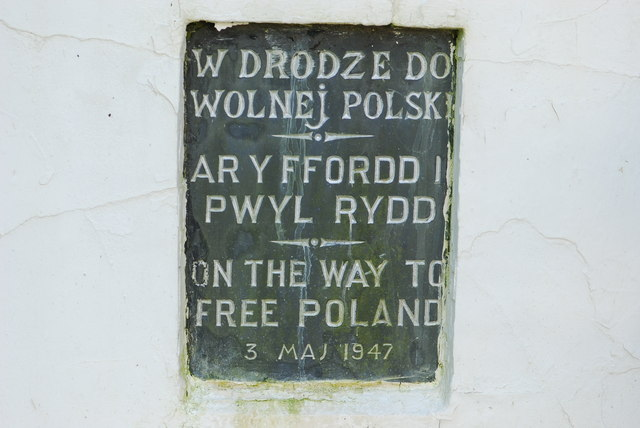
Tablica w trzech językach z napisem „W drodze do wolnej Polski”
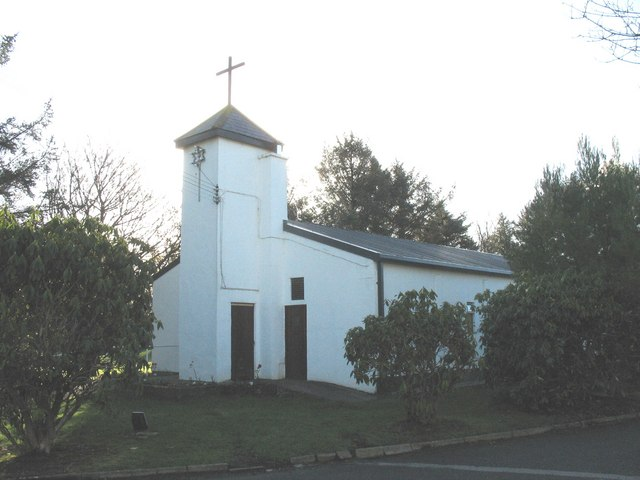
Kościół pw. Matki Bożej w polskim osiedlu w Penrhos
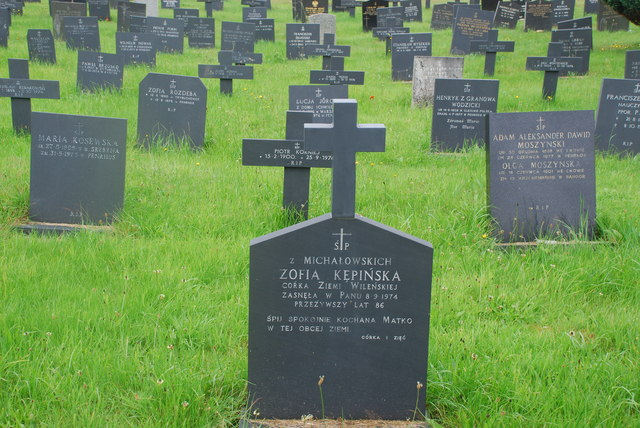
Pwllheli cmentarz, grób Zofii Kępińskiej więżniarki Ravensbrück która mieszkała w Penrhos od 1971